# Eubrianax serratus
Eubrianax serratus is een keversoort uit de familie keikevers (Psephenidae). De wetenschappelijke naam van de soort werd in 2001 gepubliceerd door Lee, Yang & Satô.